# 小托马斯·杰罗姆·哈德纳
小托马斯·杰罗姆·哈德纳（英語：Thomas Jerome Hudner Jr.，1924年8月31日—2017年11月13日）是美國海軍和海军航空兵軍官，官拜上校。朝鲜战争期间，他因在长津湖战役中竭力救援僚機飞行员杰西·布朗获荣誉勋章。
哈德纳生于马萨诸塞州福尔里弗，曾就读菲利普斯学院与美国海军学院。他起初对飞行不感兴趣，后来加入第32战斗机中队，驾驶F4U海盜式戰鬥機直到朝鲜战争爆发。1950年10月，他从雷伊泰號航空母艦起飞在朝鲜半岛执行支援任务。
1950年12月4日，哈德纳与布朗等飞机员在长津湖附近巡逻飞行，中国人民志愿军地面部队击中布朗驾驶的战斗机。布朗的飞机着火后坠机，哈德纳为救战友在寒风刺骨的雪山上迫降并前往救援，但布朗最终伤重不治，迫降期间受伤的哈德纳被迫撤离。
哈德纳此后在众多海军舰艇和航空部队服役，越南战争期间曾短暂担任小鷹號航空母艦副舰长，最后在1973年退役。哈德纳退伍后为美国各退伍军人组织工作，阿利·伯克级驱逐舰托马斯·哈德纳号便以他命名。

## 早年经历和教育
哈德纳于1924年8月31日在马萨诸塞州福尔里弗出生，父亲老托马斯·哈德纳拥有爱尔兰血统，经营“哈德纳市场”雜貨店连锁。哈德纳是家中长子，另有三个弟弟，分别叫詹姆斯（James）、理查德（Richard）和菲利普（Phillip）。
1939年，哈德纳进入马萨诸塞州安多弗名校菲利普斯学院就读。除父亲1911年在该校毕业外，他的叔叔哈罗德·哈德纳（Harold Hudner）也是1921年从该校毕业。哈德纳的三个弟弟后来都进入该校，詹姆斯、理查德和菲利普分别于1944、1946和1954年入学。哈德纳念高中期间积极参与学校组织和活动，是校田径队长、橄榄球和长曲棍球队员、还是班干部、学生会委员和宿舍管理员助理。

## 军旅生涯
日本偷袭珍珠港促使美国全面投身第二次世界大战，据哈德纳后来回忆，他是在听到校长克劳德·菲斯（Claude Fuess）的演讲后打算参军报国。1943年，哈德纳与九名同学获马里兰州安纳波利斯的美国海军学院录取，1946年毕业，受命入伍时战争已经结束。哈德纳在海军学院有许多声名显赫的同学，如马文·贝克尔（Marvin J. Becker）、詹姆斯·史托戴爾、吉米·卡特和斯坦斯菲尔德·特纳（Stansfield Turner）。他在校打橄榄球，是初级校队的跑卫。

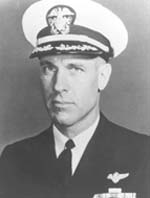
军旅生涯后期的哈德纳

哈德纳毕业后先在水上舰艇担任通讯官，从军早期自称对驾驶战机不感兴趣。巴尔的摩级重巡洋舰海伦娜号在台湾近海巡航期间，他在舰上值班一年，随后转调珍珠港海军基地担任通讯官一年。1948年，哈德纳已改变心意申请到飞行学校学习，将飞上蓝天视为“新挑战”。他获佛罗里达州彭萨科拉的彭萨科拉海军航空站接纳，完成基础飞行训练后调到德克萨斯州科珀斯克里斯蒂海军航空站接受进阶飞行训练，并在1949年8月获海军飞行员资格。短暂驻守黎巴嫩后，哈德纳分入雷伊泰號航空母艦的第32战斗机中队，驾驶F4U海盜式戰鬥機。据他后来回忆，海盗式战斗机开起来“安全又舒适”，他很满意这次分配。

### 朝鲜战争
1950年6月25日晚，朝鲜人民军十个师从南部边境全面侵入大韩民国。8.9万人分为六队长驱直入，猝不及防的韓國陸軍全线溃败。韩国陆军不但人数不及对手，而且普遍缺乏组织和武器装备，对突如其来的战争没有准备。朝鲜军队数量占绝对优势，很快打垮前线零星抵抗的3.8万韩国军人，随后稳步南下，大部分韩国军队面对侵略选择撤退。朝鲜军人只用几小时便兵临韩国首都汉城，迫使该国政府和支离破碎的军队继续向南转移。
为防韩国崩溃，联合国安全理事会投票决定军事干预。美国第七舰队出动福治谷號航空母艦为首的第77特遣舰队，英国远东舰队派凯旋号轻型航空母舰等舰艇提供海空支援。海军封锁和航空部队空袭不足以阻止朝鲜军队向南推进，美国总统哈里·S·杜鲁门随后命令地面部队进入韩国。所有美国海军部队和舰船保持戒备，远在地中海的雷伊泰号航母也不例外。出乎哈德纳意料，8月8日雷伊泰号在地中海的任务由另一艘航母接手，雷伊泰号受命赶赴朝鲜半岛。美国海军将领认为雷伊泰号的海军飞行员比其他航母更加训练有素，所以由他们打头阵。雷伊泰号从直布羅陀海峽经大西洋抵达匡西特角海军航空站，再经巴拿马运河、加利福尼亚州圣地亚哥、夏威夷州和日本，于10月8日左右抵达韩国近海。
雷伊泰号前往朝鲜半岛东北近海，与菲律賓海號航空母艦、密苏里号战列舰等17艘第77特遣舰队舰船会合。哈德纳出击朝鲜20趟，空袭通信线路、部队集结点，以及元山市、定州市、金策市和安州市及周边的军事设施。
1950年11月下旬中华人民共和国参战后，哈德纳所在中队受命支援正在长津湖与中国人民志愿军激战的美国陆军第十军。近十万中华人民共和国军人包围约1.5万美国军人，雷伊泰号的飞行员每天执行数十次密接空中支援任务，防止中国人民志愿军攻入美军阵地。

### 荣誉勋章

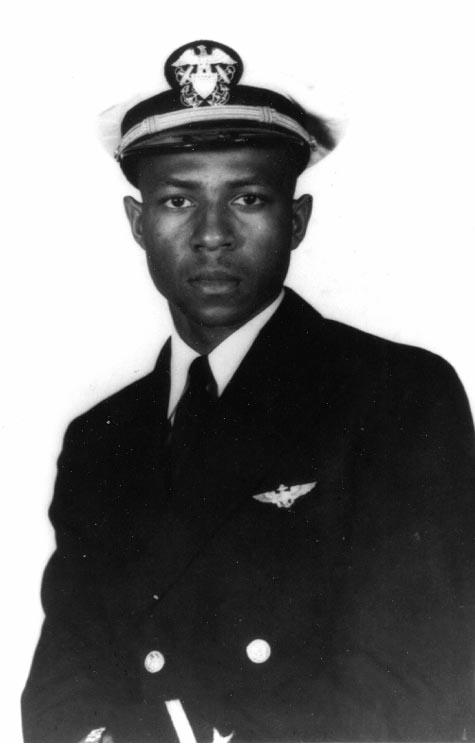
哈德纳因竭力营救杰西·布朗（图）获荣誉勋章

1950年12月4日，哈德纳等飞行员驾驶六架飞机支援中国人民志愿军包围的美国海军陆战队地面部队。13点38分，他与第32中队副队长理查德·塞沃利（Richard L. Cevoli）少校、乔治·哈德森（George Hudson）上尉、比尔·科尼格（Bill Koenig）中尉、拉尔夫·麦奎因（Ralph E. McQueen）少尉，以及首位非裔美国海军飞行员杰西·布朗（Jesse L. Brown）少尉从雷特伊号起飞，布朗还是哈德纳的僚機驾驶员。六架飞机从第77特遣舰队所在地飞行160公里前往长津湖，在非常寒冷的严冬中飞行35到40分钟抵达柳潭里和下碣隅里附近。哈德纳等人沿长津湖西侧搜寻目标，巡航高度降至210米。此次搜索与歼灭任务为期三小时，同时还试图探查附近志愿军兵力。
塞沃利所部没有发现敌军，科尼格在14点40分以无线电告知布朗，后者的飞机好像在漏油。志愿军步兵会藏身雪地，一齐开枪伏击经过的联合国军飞机，估计布朗的战斗机就是被小口径枪支打中，至少一颗子弹打破燃料管道。燃油不断泄露，油压持续降低，飞机越来越难控制。布朗抛下外部燃料箱和导弹，打算在山峰旁边积雪覆盖的空地上降落，最后在40°36′N 127°06′E / 40.600°N 127.100°E附近的碗形山谷坠毁。这里在志愿军防线后方约24公里，气温低至零下9.4摄氏度。飞机在剧烈撞击下解体，布朗的腿被机身压住，他脱下头盔和手套想要脱身，然后向头顶盘旋的战友挥手。哈德纳等人起初以为布朗死于坠机，他们马上用无线电向附近重型运输机发出求救信号，同时严密探查山峰附近是否有志愿军痕迹。他们收到救援直升机将尽快赶来的信号，但布朗的飞机还在冒烟，内部燃料箱附近起火。
用无线电指导救援未果后，哈德纳迫降战斗机，跑到布朗身旁想救他脱身。布朗的情况迅速恶化，哈德纳想用雪灭火，把布朗拉出飞机残骸，但无济于事。布朗在剧痛折磨下不时昏迷，但始终没有向哈德纳抱怨诉苦。救援直升机在15点左右抵达，飞行员查尔斯·沃德（Charles Ward）中尉和哈德纳用灭火器都无法扑灭发动机起火。两人接下来45分钟用斧头尝试营救布朗脱身，其间一度考虑按布朗要求砍断他的腿。布朗此后很快昏迷，此后再也没有醒来，他告诉哈德纳的遗言是“告诉黛西我爱她”。直升机无法在夜间安全起降，只能在黄昏时分带着哈德纳离开，把布朗离在坠机地点。估计他不久便因伤势严重和酷寒去世。在此期间中国人民志愿军没有逼近坠机地点，估计这主要是因为第32中队强大的空中火力威胁。
哈德纳恳求上级批准他返回坠机地点把布朗带回来，但考虑到直升机不够安全，容易遭志愿军伏击导致更多伤亡，其他军官不同意他的要求。为防遗体和坠毁的战斗机落入敌方之手，美国海军两天后用凝固汽油弹炸毁坠机点，机组人员看着火焰吞没布朗的尸体，在无线电广播中一边诵读主禱文。机组人员还发现尸体虽然还被飞机压住，但衣服已被偷走，显然有人动过，此后美军一直没有带回遗体和飞机残骸。布朗是朝鲜战争期间牺牲的首位美国海军非裔军官。

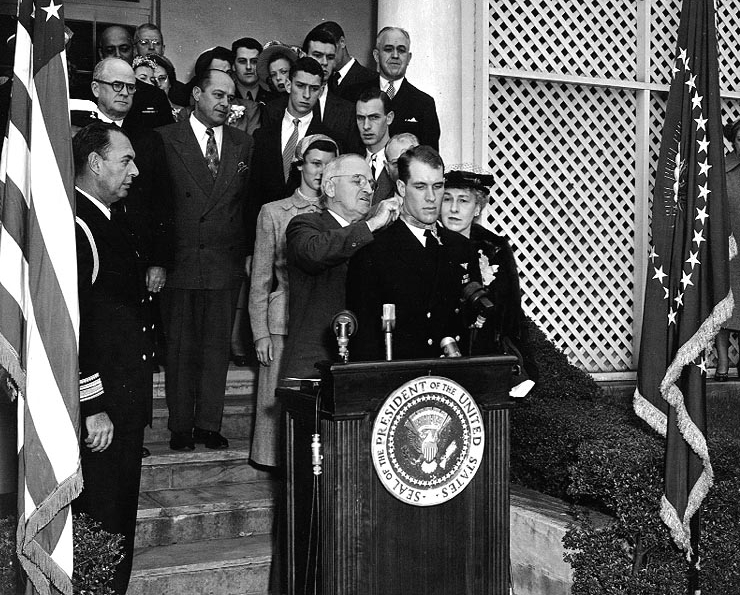
1951年4月13日，杜鲁门总统向哈德纳颁发荣誉勋章

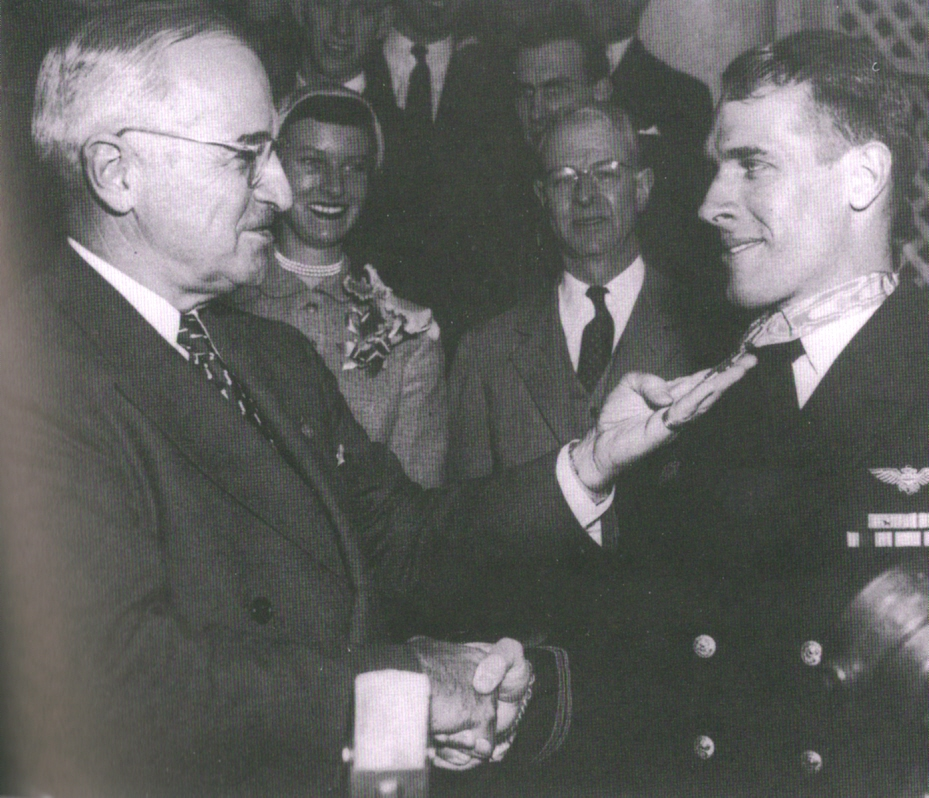
杜鲁门颁发荣誉勋章后祝贺哈德纳

哈德纳罔顾安全迫降救人被停飞一个月，迫降导致他后背受伤，六到八年后才完全康复。他在朝鲜战争期间共执行27次作战任务，直到1951年1月20日雷伊特号返回大西洋舰队。1951年4月13日，杜鲁门总统向他颁发荣誉勋章，当天他还见到布朗的遗孀黛西，两人从此定期联络并持续至少50年。哈德纳是朝鲜战争中首位荣誉勋章得主，虽有其他军人的获奖行动比哈德纳早，但实际颁奖时间都比他晚。
哈德纳自称经常因此次行动挨批，“大概有90”人批评他行事鲁莽。上级指出他的行径可能危及直升机驾驶员，损失更多飞机。哈德纳自认当时也是临时起意，但面对批评他并不后悔。部队高官后来发布命令，禁止飞行员以强行迫降为手段救援坠机战友。哈德纳事后表示，自已的做法算不上英雄。

### 后期经历
哈德纳获荣誉勋章后回国，1952至1953年在科珀斯克里斯蒂海军航空站任飞行教练，接下来在日本周边的第77特遣舰队第3航空母舰师担任参谋直至1954年。1955至1956年，他在驻新泽西州大西洋城海军航空站第3航空发展中队服役，驾驶研发机型和实验机，在此期间还接受喷气机训练。
1957年10月，哈德纳开始调到美国空军参与跨军种交流项目，加入驻马萨诸塞州巴恩斯特布爾縣奥蒂斯空军基地第60战斗机-拦截机中队飞行两年，驾驶F-94拦截机和F-101戰鬥機。接下来他晋升中校，担任美国海军武器局局长助理，直到1962年进入亚拉巴马州蒙哥马利麦克斯韦-甘特空军基地的美国空军大学深造。1963年7月毕业后他继续飞行，受命担任第53战斗机中队副队长，在提康德羅加號航空母艦上驾驶F-8E战斗机，之后又升任队长。接下来他转调加利福尼亚州科罗纳多北岛海军航空站，在美国海军航空部队司令部领导培训办事处任职。

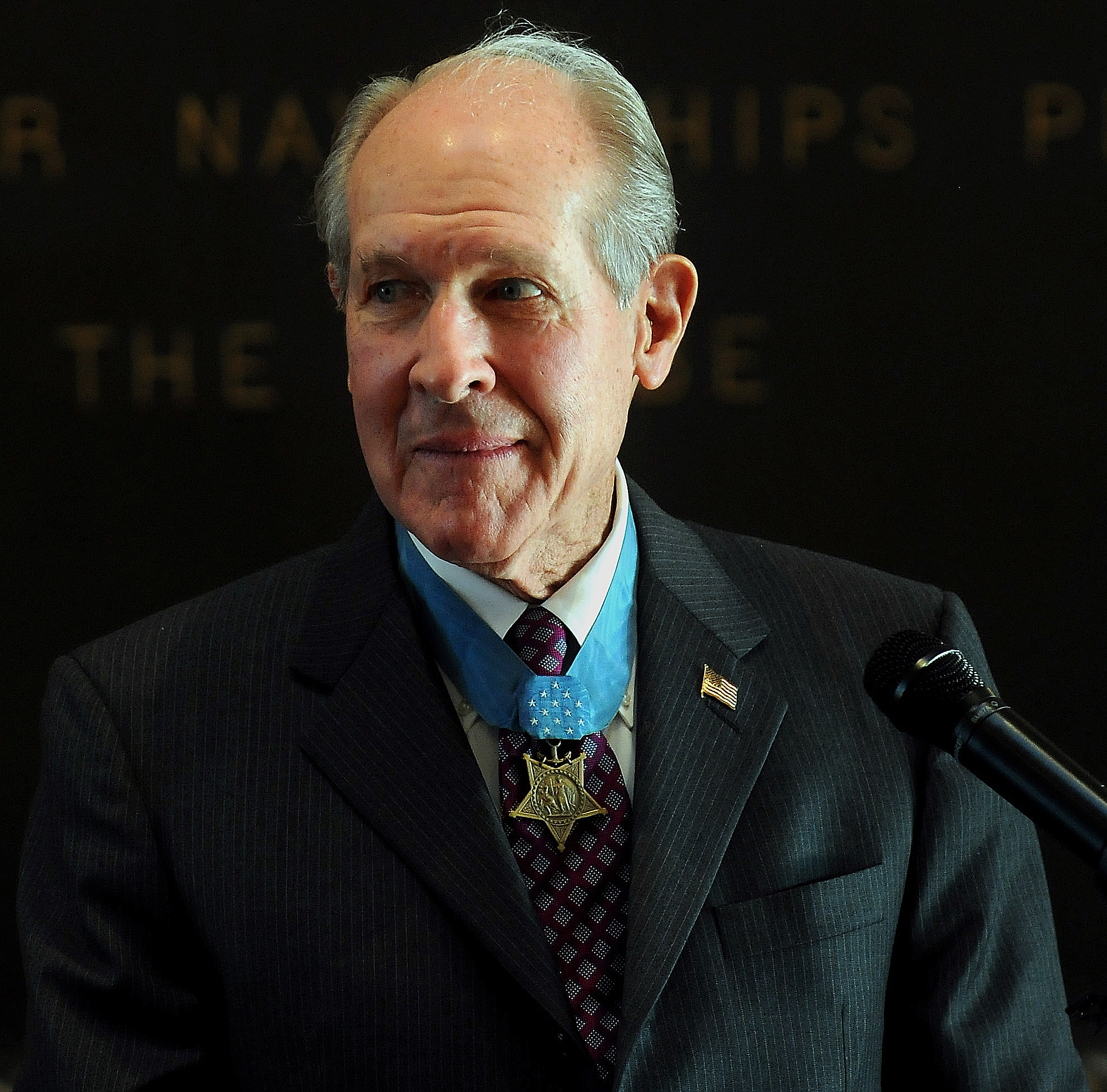
2008年12月，哈德纳在美国海军学院演说

1965年，哈德纳晋升上校，在德克萨斯州比维尔的蔡斯机场海军航空站执掌第24训练中队。1966年，他受命登上小鷹號航空母艦担任领航员，随后升职副舰长。小鹰号1966至1967年在南越近海部署，出动战机支援越南战争，哈德纳没有参与作战，也没有亲自驾机执行任务。1968年，他出任美国海军东南亚航空行动作战参谋。同年哈德纳迎娶已有三个孩子的寡妇乔治娅·史密斯（Georgea Smith），两人在圣地亚哥相识，儿子托马斯·杰罗姆·哈德纳三世于1971年出生。哈德纳最后在哥伦比亚特区美国海军作战部长办事处担任航空技术培训处长，直到1973年2月退休。
1973年2月17日，美国海军诺克斯级巡防舰杰西·L·布朗号在哈德纳退役数天前下水服役，这已是第三艘以布朗命名的美国海军舰船。除哈德纳外，再婚的黛西·布朗·索恩（Daisy Brown Thorne）和女儿帕梅拉·布朗（Pamela Brown）均出席波士顿举行的下水仪式，哈德纳在仪式上讲话。布朗号巡防舰于1994年7月27日退役并卖给埃及。

## 晚年与逝世

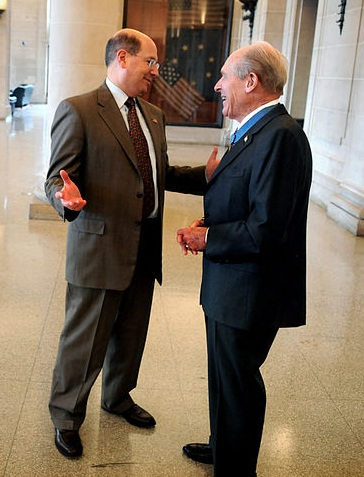
2008年12月，哈德纳（右）在美国海军学院与海军部长唐纳德·温特交谈

哈德纳退伍后一度担任管理顾问，后在联合劳军组织工作。他日常生活低调，但荣誉勋章令他在退伍军人中声望卓著，经常需要为各种退伍军人组织工作。1991至1999年，他担任马萨诸塞州退伍军人服务部专员，后由同样曾获荣誉勋章的托马斯·凯利（Thomas G. Kelley）接手。
哈德纳晚年获得众多荣誉。1989年，他获邀前往麦克斯韦-甘特空军基地参与一年一度的美国航空雄鹰聚会。2001年，他在密西西比州立大学将追授杰西·布朗的勋章颁给黛西·布朗·索恩。2012年5月美国海军部长宣布为尚在建造的阿利·伯克级制导导弹驱逐舰起名“托马斯·哈德纳号”。哈德纳出席该舰2017年4月1日的洗礼活动，2018年12月1日，托马斯·哈德纳号在波士顿正式下水服役。
哈德纳1991年后与夫人乔治娅定居马萨诸塞州康科特。2013年7月他到访平壤，希望到坠机地点找回布朗的遗骸。朝鲜当局要求他在天气更合适的九月再来。

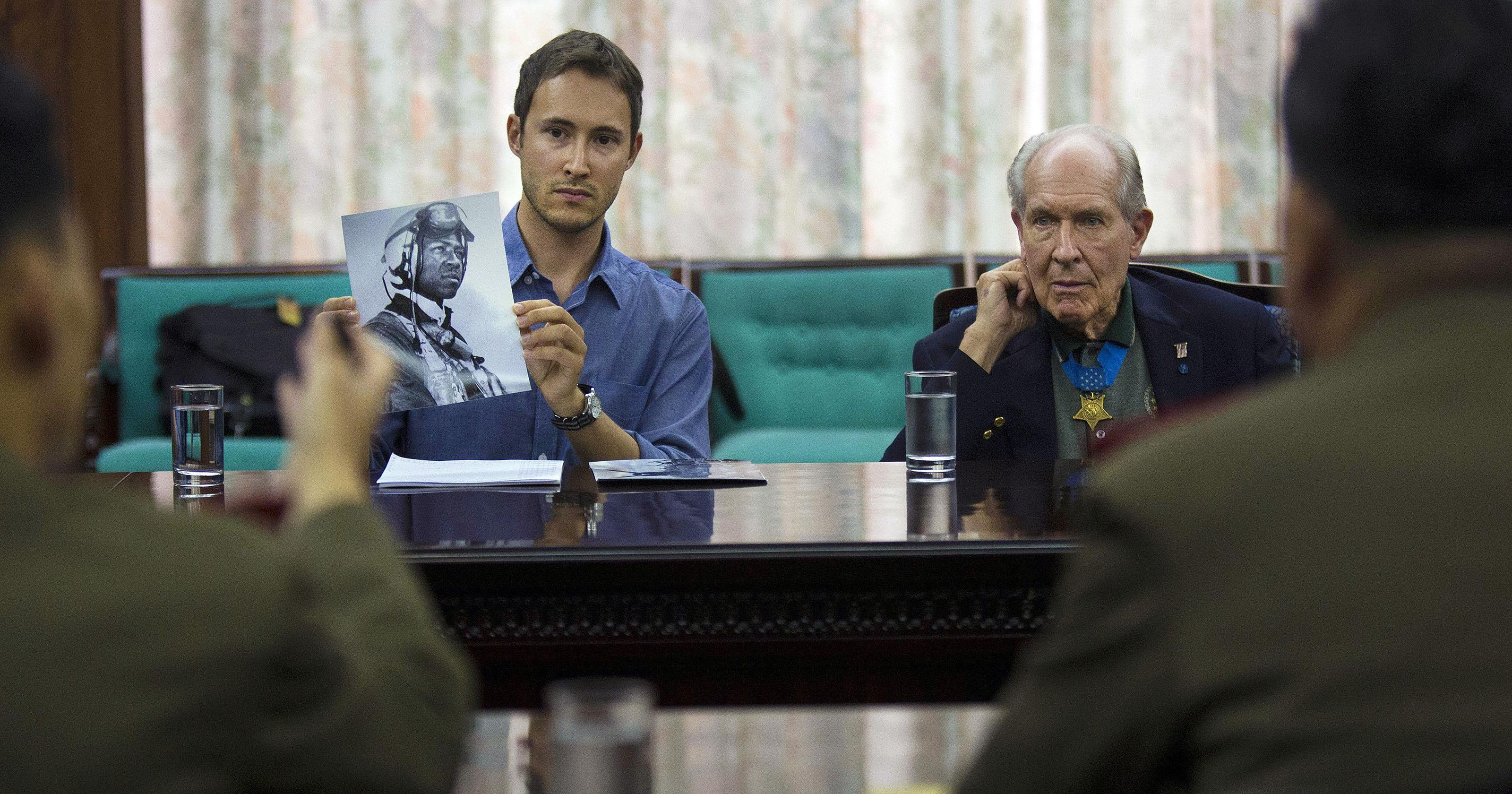
作家亚当·马科斯（左）、哈德纳与朝鲜官员协商取回杰西·布朗遗骸，两人共同创作的哈德纳传记，在2015年出版

2015年10月，哈德纳与作家亚当·马科斯（Adam Makos）合作七年创作的传记《奉献：英雄主义、友谊和牺牲的史诗》（Devotion: An Epic Story of Heroism, Friendship, and Sacrifice）出版。2017年11月13日，小托马斯·杰罗姆·哈德纳在马萨诸塞州康科特的家中去世，享年93岁。2018年4月4日，他的遗体下葬阿灵顿国家公墓，美國參謀長聯席會議主席约瑟夫·邓福德上将到场致敬。

## 荣誉
|             |             |                           |
|             |             |                           |
| Gold star   |             |                           |
|             |             |                           |
|             | Bronze star | Bronze star · Bronze star |
| Bronze star |             |                           |
|             |             |                           |

| 徽章   | 海军飞行员徽章         | 海军飞行员徽章               | 海军飞行员徽章               |
| 第一排 | 荣誉勋章               | 功绩勋章                     | 銅星勳章                     |
| 第二排 | 空军勋章加金质五角星章 | 海军和陆战队嘉奖勋章         | 美国总统集体嘉奖             |
| 第三排 | 海军集体嘉奖           | 美国战役勋章                 | 第二次世界大戰勝利獎章       |
| 第四排 | 海军占领服役勋章       | 國防部服役獎章加铜质服役星章 | 韓國服役獎章加两枚加服役星章 |
| 第五排 | 越南服役獎章加服役星章 | 越南英勇十字勋章加橡树叶     | 韩国国总统集体嘉奖           |
| 第六排 | 联合国朝鲜战争勋章     | 越南战争勋章                 | 朝鲜战争服股勋章             |

### 荣誉勋章表彰致辞
哈德纳与另外十人因长津湖战役获荣誉勋章，他是首位在朝鲜战争期间获荣誉勋章的美国海军人员和唯一的海军飞行员。
表彰他身为第32战斗机中队飞行员，以超出职责范围的英勇将个人安危置之度外，全力挽救因飞机被防空火力命中、尾部冒烟，被迫在敌军防线后方坠机的战友。哈德纳中尉快速行动，在坠机地点周围保护飞行员免遭敌军侵扰，并冒生命危险救援困在起火残骸中的伤员。他完全清楚在崎岖山地迫降非常危险，而且在气温低于零度的条件下逃脱或生存希望渺茫，但还是在面临敌军威胁的情况下巧妙迫降。他用双手往机身上泼雪，防止火烧到飞行员身上，竭尽全力帮助战友脱险。人力终有极限，他又跑回迫降的飞机，用无线电要求派直升机携带斧头和灭头器救援。接下来他不顾敌军随时可能现身的危险留在原地，在救援飞行员协助下拼命与时间、严寒和火焰战斗。哈德纳中尉英勇无畏，对战友无私奉献，完全符合美国海军的最高传统并发扬光大。

## 脚注
1. ↑  Collier & Del Calzo 2006，第126頁.
2. 1 2 3 4 5 6 7 8 9 10 11 12 13 14 15 16 17 18 19 20  Tillman（2002年），第208页
3. 1 2 3 4 5  Sherman 2011.
4. 1 2 3  Kahn 2017.
5. ↑  US Navy, Captain Thomas J. Hudner Jr..
6. 1 2  Smith（2004年），第116页
7. 1 2 3 4  Tillman（2002年），第209页
8. 1 2 3 4 5 6 7 8  US Air Force, Gathering of Eagles.
9. ↑  Collier & Del Calzo（2006年），第127页
10. ↑  Alexander（2003年），第1页
11. ↑  Alexander（2003年），第2页
12. 1 2  Appleman（1998年），第36页
13. ↑  Malkasian（2001年），第23页
14. ↑  Malkasian（2001年），第24页
15. ↑  Varhola & 2000，第3页
16. 1 2 3 4 5 6 7  Fannin，Gubert & Sawyer（2001年），第41页
17. ↑  Smith（2004年），第117页
18. ↑  Smith（2004年），第118页
19. ↑  Taylor（2007年），第1页
20. ↑  Dwight & Sewell（2009年），第396页
21. ↑  Taylor（2007年），第2页
22. 1 2 3  Williams（2003年），第61页
23. ↑  Dwight，Sewell & 2009，第397页
24. ↑  Taylor（2007年），第xxii页
25. ↑  Taylor（2007年），第3页
26. ↑  Taylor（2007年），第4页
27. 1 2 3 4  Smith（2004年），第121页
28. ↑  Smith（2004年），第120页
29. ↑  Taylor（2007年），第5页
30. 1 2  Smith（2004年），第122页
31. ↑  Taylor（2007年），第6页
32. ↑  Taylor（2007年），第7页
33. ↑  Smith（2004年），第123页
34. ↑  Smith（2004年），第124页
35. 1 2 3  Williams（2003年），第62页
36. 1 2 3  Smith（2004年），第125页
37. 1 2  Ecker（2004年），第69页
38. ↑  Defense Casualty Analysis System (DCAS) Public Use File, 1950–2005.
39. ↑  Smith（2004年），第119页
40. ↑  Appleman（1998年），第173页
41. ↑  Smith（2004年），第126页
42. ↑  Smith（2004年），第128页
43. 1 2 3  Smith（2004年），第127页
44. ↑  U.S. Navy Ships Named in Honor of African Americans.
45. ↑  Fannin，Gubert & Sawyer（2001年），第42页
46. ↑  US Dod, Navy Announces DDG 116.
47. ↑  Steele 2012.
48. ↑  Howard 2017.
49. ↑  USS Thomas Hudner brought to life in Boston.
50. ↑  Smith（2004年），第115页
51. ↑  Perlez（2013年），第A4页
52. ↑  Schwan 2015.
53. ↑  Sears 2015.
54. ↑  Decorated Veteran Who Received Birthday Surprise From Navy Dies.
55. ↑  Schwan 2018.
56. ↑  US Navy, Korean Service Medal.
57. ↑  Ecker（2004年），第63页
58. ↑  Ecker（2004年），第70页

## 扩展阅读
- Makos, Adam. . Ballantine Books. 2015  [2021-01-21]. ISBN 978-0804176583. Devotion tells the inspirational story of the U.S. Navy's most famous aviator duo, Lieutenant Tom Hudner and Ensign Jesse Brown, and the Marines they fought to defend.